# 小行星13231
小行星13231（13231 Blondelet）是一颗绕太阳运转的小行星，为主小行星带小行星。该小行星于1998年1月17日发现。

## 轨道参数
小行星13231的轨道半长轴为3.2417878 UA，离心率为0.149。